# 鬼屋2
《鬼屋2》（英語：Amityville II: The Possession）是一部1982年的超自然恐怖片，由达米亚诺·达米亚尼执导，詹姆斯·奥尔森（James Olson）、伯特·杨（Burt Young）、鲁塔尼娅·阿尔达（Rutanya Alda）、杰克·马格纳（Jack Magner）和黛安·富蘭克林主演。汤米·李·华莱士（Tommy Lee Wallace）的剧本改编自超心理学家汉斯·霍尔泽（Hans Holzer）的小说《阿米蒂维尔的谋杀》（Murder in Amityville）。这部电影是《靈異鬼現》系列的第二部电影，是1979年《靈異鬼現》的不嚴謹前传，设定在海洋大道112號，讲述了基于迪费奥家族的虚构蒙泰利家族的故事。影片讲述了蒙泰利一家在家中显现的恶魔力量下的每况愈下。
作为美国和墨西哥的联合制作，这部电影的主要拍摄地点是新泽西州湯姆斯河和第一部电影的同一住所，而室内场景则完全在墨西哥城的楚鲁布斯科工作室（Estudios Churubusco）拍摄。在完成测试放映后，达米亚尼的原始剪辑版本被稍微删减，以降低其明显的乱伦性内容和强奸场景，这些场景观众反应不佳。
1982年秋季，猎户座影业发行了《鬼屋2》，影评人对此反响不佳，不过有些人如罗杰·埃伯特认为它优于前作，这一观点也得到了当代评论家的认同。

## 剧情
蒙泰利一家是一个意大利裔美国家庭，由安东尼·蒙泰利和妻子多洛雷斯，带着孩子桑尼、帕特里夏、马克和简搬进了位于纽约阿米蒂维尔的海洋大道112号。
家中潜伏着一种邪恶的存在，一家人对此一无所知。发生了一些不寻常的超自然现象，比如夜间没有人在外面时有未知的力量敲打门，以及简的房间墙上出现了一条丑陋的恶魔信息。安东尼责怪并殴打他的孩子简和马克，然后因为多洛雷斯插手而殴打她，导致全家发生争吵。多洛雷斯对此感到担忧，想要让当地的天主教神父弗兰克·亚当斯基为房子祝福，但在另一次恶魔事件造成厨房严重破坏后，家中又爆发了争吵。安东尼再次责怪小孩子并打了简，亚当斯基想要干预，但安东尼粗暴地命令他离开。令多洛雷斯尴尬的是，亚当斯基离开了，对安东尼的行为感到厌恶。他发现车门打开，乘客座位上的聖經被撕成了碎片。房子里的情况继续恶化；安东尼表现得严格、虐待、对天主教信仰亵渎、对家人施暴，还强迫妻子与他发生性关系。为了最小的几个孩子，多洛雷斯努力保持家庭和谐。
安东尼和家人一起去教堂，以便为对亚当斯基的无礼行为道歉，尽管安东尼同意这样做是在多洛雷斯威胁要与他离婚后。桑尼留在家中，声称感觉不适。他很快听到一个令人惊慌的声音，下楼去拿父亲的枪。他听到恶魔的笑声，跟着它来到地下室的隧道。看不见的存在追逐受惊的桑尼到他的房间，然后他沦为恶魔附身的受害者。现在被附身的桑尼接近帕特里夏，和她玩一个游戏。他们假装他是一个著名的摄影师，而她是他的裸体模特。帕特里夏同意裸体摆姿势，两人最终发生了乱伦的性行为。随后帕特里夏在忏悔时略微承认了这一行为，并告诉神父他这样做是为了“伤害上帝”，但没有透露她睡的是她的哥哥。
桑尼变得越来越险恶和恶魔化，他的脸开始扭曲成恶魔的样子。惊慌之下，他想要远离家人，但由于恶魔的影响未能成功。在桑尼的生日那天，他在生日聚会上独自待着，帕特里夏去查看他，告诉他她对他们所做的事情没有感到内疚，但由于他的恶魔阶段和他身体逐渐恶魔化的扭曲，桑尼用粗话把她赶走了。帕特里夏哭着跑开了，她试图告诉亚当斯基她认为桑尼被附身了，但他没有回应。那天晚上，邪恶的灵魂告诉桑尼“杀了他们所有人。”桑尼去拿了父亲的步枪，杀死了父母、简、马克，最后在追上帕特里夏后杀死了她。
第二天，警察来到，收拾尸体，桑尼被逮捕。桑尼在现场告诉亚当斯基，他不记得杀了家人。亚当斯基随后意识到桑尼被附身，向主教请求能否为他进行驅魔，但他们拒绝了，不相信他。于是他决定在没有天主教会支持的情况下进行驱魔。将桑尼从警察拘留中解救出来后，亚当斯基带他去教堂。桑尼袭击了他，看到门上的十字架后逃走了。亚当斯基追赶桑尼，最后追到到房子，进行了驱魔，释放了桑尼的灵魂。警察到达后，亚当斯基请求汤姆神父把桑尼带离。汤姆将桑尼带到外面，警察逮捕他，再次将他拘留起来。最后揭示出恶魔转移到了亚当斯基身上。亚当斯基神父的命运和下落不得而知，最终房子被挂牌出售，现在注定要被卢茨一家购买。